# جون ديونيسيو
جون ديونيسيو (بالإنجليزية: John Dionisio)‏ هو مسير أعمال أمريكي، ولد في 1948.

## وصلات خارجية
- جون ديونيسيو على موقع إن إن دي بي (الإنجليزية)